# Cytinaceae
Cytinaceae es una familia de plantas parásitas perteneciente al orden Malvales. Comprende tres géneros, Cytinus, Bdallophytum y Sanguisuga, y aproximadamente 11 especies.
Estos tres géneros se disponían formalmente en la familia Rafflesiaceae, dentro del orden Malpighiales. Los estudios filogenéticos sobre datos moleculares, no obstante, permitieron determinar que debían ser separados en su propia familia, dentro del orden de las malvales.

## Taxonomía
La familia fue descrita por Achille Richard y publicado en Dictionnaire classique d'histoire naturelle 5: 301. 1824.	El género tipo es: Cytinus L.